# Antoine-Augustin Auger
Pour les articles homonymes, voir Auger.
Antoine-Augustin Auger est un homme politique français, né à Liancourt Saint Pierre  (Oise) le 8 mai 1761, mort à Beauvais (Oise) le 21 juin 1836.

## Biographie
Né à Liancourt en 1761, il est procureur postulant au bailliage de Chaumont-en-Vexin le 30 août 1780.
Il est administrateur du district de Chaumont lorsqu'il est élu membre suppléant à la Convention nationale en 1792 (2e suppléant). Il siégea effectivement à partir du 20 juillet 1793 en remplacement du marquis de Villette, décédé.
À l'automne 1794, il participe à une mission parlementaire (avec Bézard) dans les départements de l'Ouest, qui réorganise l'administration locale et remet de l'ordre dans les abus judiciaires.
Il devient secrétaire de la Convention en septembre 1795, et est choisi par ses collègues pour faire partie du Conseil des Cinq-Cents dans lequel il siège jusqu'en juin 1797. Il participe activement à l'élaboration de mesures visant à rétablir les finances publiques. En 1799, il est élu administrateur du département de l'Oise. Révoqué par arrêté consulaire, il met un terme à sa carrière politique.
Nommé juge au tribunal criminel de l'Oise le 12 messidor an VIII (1e juillet 1800), il poursuit une carrière dans la magistrature où il reste jusque sous la Restauration. Il est successivement juge au tribunal de cassation, puis au tribunal criminel de l'Oise, juge d'instruction et enfin juge au tribunal civil de Beauvais en 1824. Il prend sa retraite en 1835.

## Sources
- « Antoine-Augustin Auger », dans Adolphe Robert et Gaston Cougny, Dictionnaire des parlementaires français, Edgar Bourloton, 1889-1891 [détail de l’édition]
- CUVILLIERS Vincent, FONTAINE Mathieu et MOULIS Philippe, "AUGER, Antoine Augustin", dans Michel Biard, Philippe Bourdin et Hervé Leuwers (dir.), Dictionnaire des Conventionnels (1792-1795), Ferney-Voltaire, Centre international d’étude du XVIIIe siècle, 2022, p. 25.